# Višegodišnji ljulj
Višegodišnji ljulj (engleska trava, lat. Lolium perenne), trajnica iz porodice trava. Vrsta je ljulja raširena po gotovo cijeloj Europi, zapadnoj i srednjoj Aziji i sjevernoj Africi.